# 奥柏站
奥柏站（法語：Gare Auber，法語發音：[obɛːʁ]）是位于法国巴黎市第九区的快铁车站，在法兰西岛大区快速铁路A线上。建于1971年11月23日的奥柏站是当时世界上最大的地下车站。车站由于建在奥柏路下而得名，而奥柏路的名称则是源自19世纪的作曲家达尼埃尔·奥柏。
除了本站大堂和车道以外，奥柏站还通过大型管道连向附近的三个巴黎地铁站，分别是歌剧院站、阿弗尔-科马丹站和奥斯曼-圣拉扎尔站。

## 建造
奥柏站从1968年开始动工，由波兰裔的法国建筑师安德烈·沃根斯基负责建造，1971年11月完工通车。采用了传统的拱顶式设计，站台是两侧式的，中间是车道。与当时别的地铁站不同的是，奥柏站是完全地下式的建筑，其深度和大小都远超其他地铁站。

## 通车频率
正常情况下，奥柏站的通车频率（任意方向）是：
- 周一至周五的日间平常时段：每小时18班次；
- 周一至周五的高峰时段：每小时24至30班次；
- 周六日和节假日：每小时12班次；
- 夜间时段：每小时8班次。

### 乘客流量
据巴黎大众运输公司（RATP）的数据，2011年奥柏站的入站乘客总人数为5667365人。 

## 邻近建筑
奥柏站附近的重要建筑包括加尼叶歌剧院（巴黎歌剧院）、马德莱娜教堂、圣三教堂、圣奥古斯丁教堂、春天百货公司和老佛爷百货公司。

## 换乘车站
自RER E线投入使用后，奥斯曼-圣拉扎尔-奥柏转乘道已经成为巴黎最大的转乘通道。通过转乘通道不仅可以从奥柏站到达巴黎歌剧院广场和圣奥古斯丁教堂，也通往以下的铁道车站：
- 大区快铁E线的奥斯曼-圣拉扎尔站
- 经过地铁3号线、9号线的阿弗尔-科马丹站
- 经过地铁3号线、7号线、8号线的歌剧院站（地铁站）
- 经过巴黎地铁9号线的圣奥古斯丁站
- 可连接地铁3号线、12号线、13号线、14号线的圣拉扎尔站（SNCF）

此外，奥柏站也接驳以下的公交路线：
- RATP公交线路：20 21 22 27 29 42 52 53 66 68 81 95
- 戴高乐机场快线（Roissybus）
- 巴黎观光公交（Paris L'Open Tour）
- 晚间公交线路：N15 N16

## 图集

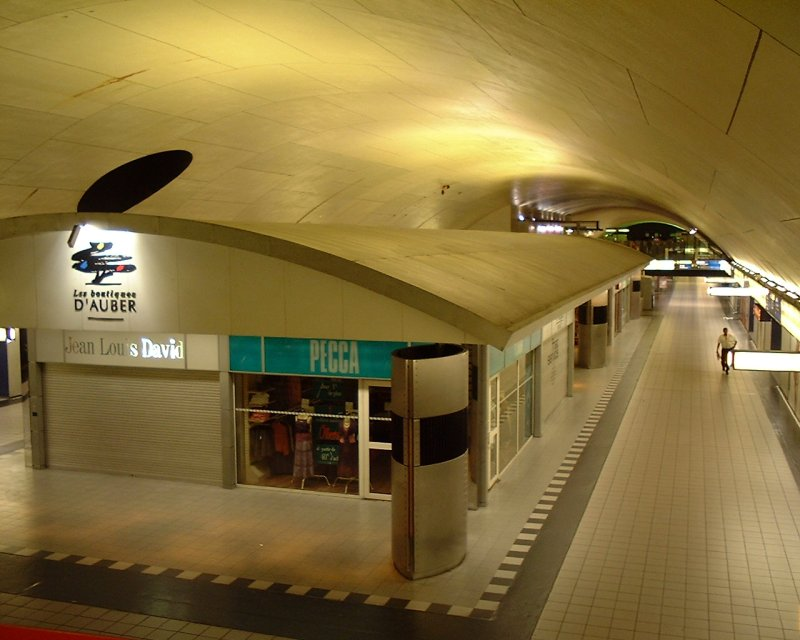
售票大堂 1
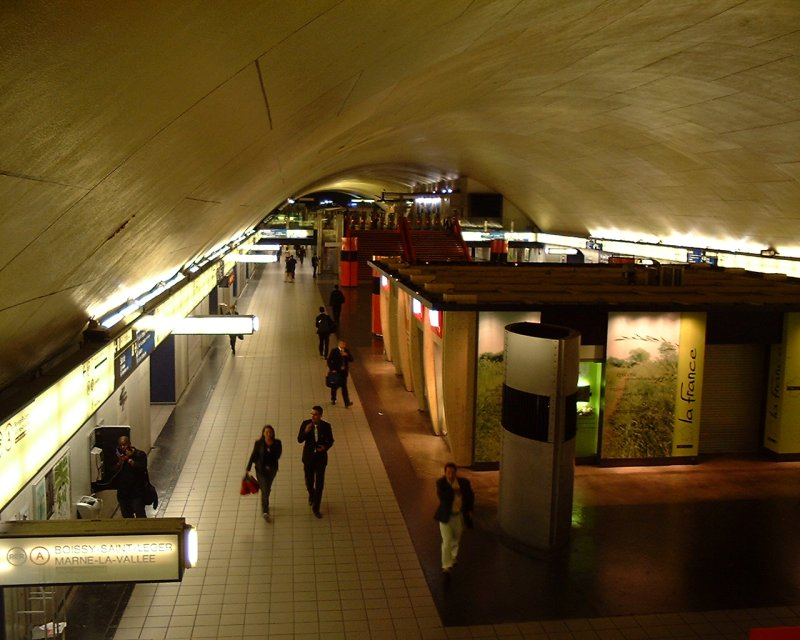
售票大堂 2
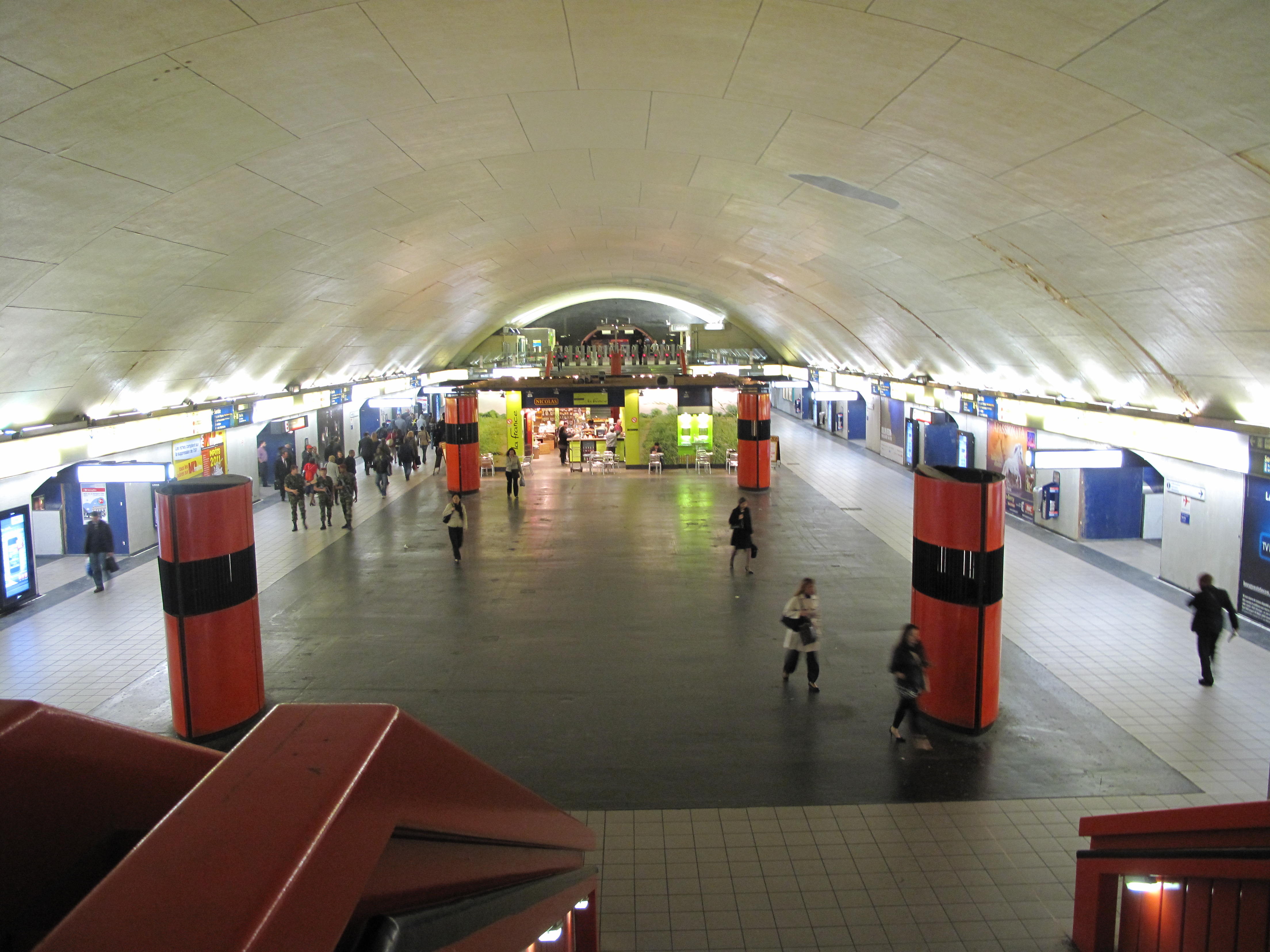
车站大堂